# Tong Wen
Dans ce nom chinois, le nom de famille, Tong, précède le nom personnel.
Tong Wen (佟文, Tóng Wén, née le 1er février 1983 à Tianjin) est une judokate chinoise en activité évoluant dans la catégorie des plus de 78 kg (poids lourds).

## Biographie
Médaillée de bronze mondiale chez les juniors en 2000, elle ne tarde pas à confirmer chez les seniors puisqu'elle décroche la médaille de bronze lors des Mondiaux 2001 à Munich. Deux ans plus tard, elle conquiert son premier titre de championne du monde en toutes catégories. Elle n'est pourtant pas sélectionnée pour participer aux Jeux olympiques d'Athènes. En 2005 et 2007, elle remporte deux nouveaux titres mondiaux dans la catégorie des poids lourds.
Le 7 mai 2010, elle est déchue de son titre acquis à Rotterdam en 2009 et suspendue pour deux ans, à la suite d'un contrôle antidopage faisant apparaître des traces de clenbutérol. Mais cette sanction est annulée l'année suivante par le Tribunal arbitral du sport, à cause d'un vice de procédure, et elle récupère sa médaille.

## Palmarès

### Palmarès international
| Année | Compétition                             | Lieu             | Résultat | Catégorie         |
| ----- | --------------------------------------- | ---------------- | -------- | ----------------- |
| 2000  | Championnats d'Asie                     | Osaka            | 1re      | Plus de 78 kg     |
| 2000  | Championnats du monde juniors           | Nabeul           | 3e       | Plus de 78 kg     |
| 2000  | Championnats d'Asie juniors             | Hong Kong        | 2e       | Plus de 78 kg     |
| 2001  | Championnats du monde                   | Munich           | 3e       | Toutes catégories |
| 2001  | Universiade                             | Pékin            | 3e       | Toutes catégories |
| 2002  | Jeux asiatiques                         | Pusan            | 1re      | Toutes catégories |
| 2003  | Championnats du monde                   | Osaka            | 1re      | Toutes catégories |
| 2005  | Championnats du monde                   | Le Caire         | 1re      | Plus de 78 kg     |
| 2006  | Championnats du monde par équipe        | Paris            | 3e       | Plus de 78 kg     |
| 2006  | Jeux asiatiques                         | Doha             | 1re      | Plus de 78 kg     |
| 2007  | Universiade                             | Bangkok          | 1re      | Plus de 78 kg     |
| 2007  | Championnats du monde                   | Rio de Janeiro   | 1re      | Plus de 78 kg     |
| 2007  | Championnats du monde par équipe        | Pékin            | 1re      | Plus de 78 kg     |
| 2008  | Jeux olympiques                         | Pékin            | 1re      | Plus de 78 kg     |
| 2008  | Championnats du monde toutes catégories | Levallois-Perret | 1re      | Toutes catégories |
| 2009  | Championnats du monde                   | Rotterdam        | 1re      | Plus de 78 kg     |
| 2011  | Championnats du monde                   | Paris            | 1re      | Plus de 78 kg     |
| 2012  | Jeux olympiques                         | Londres          | 3e       | Plus de 78 kg     |